# Ole Henriksen
Ole Henriksen es un especialista del cuidado de la piel famoso con base en el exclusivo Sunset Boulevard, Los Ángeles. 
Nació en el 1951 en el pueblo de Nibe en el Norte de Jutlandia, Dinamarca. 
Henriksen, también conocido en Dinamarca como el "rey de las cremas", es famoso en su país materno por su carácter constantemente positivo y feliz y su forma informal de dar entrevistas. 
Tiene su propia línea de cremas llamado "Ole Henriksen" la cual ha tenido mucho éxito internacionalmente, sobre todo en los países escandinavos. 
Su clientela cuenta con una variedad de estrellas famosas de Hollywood como Naomi Campbell, Renee Zellweger, Charlize Theron, Mark Wahlberg, Julia Stiles, Kylie Minogue, Cher, Mathew McConaughey, Linda Evangelista, Lisa Marie Presley, Brendan Fraser, Christy Turlington, Ralph Fiennes, Helena Christensen, entre muchos otros.
En el 2008 se casó en California con su novio durante 25 años, Laurence.